# Джафери, Арбен
Арбен Джафери (алб. Arbën Xhaferi, макед. Арбен Џафери; 24 января 1948, Тетово — 15 августа 2012, Скопье) — политик Республики Македонии албанского происхождения.
Он изучал философию в Белградском университете. Джафери работал журналистом на теле- и радиостанциях в Косово, где он также был редактором культурной программы в Приштине в 1990. В 1994 году он был впервые избран членом Собрания Республики Македонии от Партии демократического процветания, куда входил в своей смерти.
С 1995 по 1997 он был лидером ПДП, стал одним из основателей Демократической партии албанцев в июне 1997 года, созданной в результате слияния Партии демократического процветания албанцев и Народно-демократической партии. Джафери возглавлял ДПА до 2007. Он был одним из подписантов Охридского соглашения, которое было подписано 13 августа 2001 между двумя крупнейшими славянскими и двумя основными албанскими партиями Республики Македонии после конфликта. При подписании соглашения он произнёс свою речь на албанском языке, для того, чтобы подчеркнуть договорённости в Конвенции прав.
В июне 2007 года Джафери подал в отставку с поста председателя ДПА из-за диагностированной у него болезнь Паркинсона и передал эту должность заместителю главы партии Мендуху Тачи. В начале августа 2012 он перенёс инсульт и умер через неделю.

## Ссылка
- Arben Xhaferi (1948—2012)